# 栄村歴史文化館
栄村歴史文化館こらっせ（さかえむられきしぶんかかん　こらっせ）は、長野県下水内郡栄村にある文化施設。
栄村公民館を併設している。

## 概要
2011年3月12日未明に発生した長野県北部地震によって失いかけた村内に残されてきた古文書や民具を保管展示することを目的として、栄村旧東部小学校志久見分校を改修し、2016年8月に開館。
栄村公民館を併設しており、村の公民館職員が常駐している。

## 施設
昭和初期に建築された旧東部小学校志久見分校の建物の構造をそのまま活かし、当初の材をできるだけ使用した木造2階建ての建物。
1階
- 栄村公民館

公民館スペースの中央には、くつろぎ空間と呼ばれる大きなスペースがあり、しめ縄づくりなどの公民館活動の拠点となるほか、村民の憩いの場にもなっている。
- 広瀬家土蔵再現スペース

長野県北部地震によって大破した土蔵に残されていた民具や古文書をまるごと救出させるとともに、震災前の状況をほぼ同じ形で復元させた。これにより、栄村の民家に残されていた土蔵の様子を見ることが出来る。
2階
- 栄村に関する考古、民具、古文書の展示

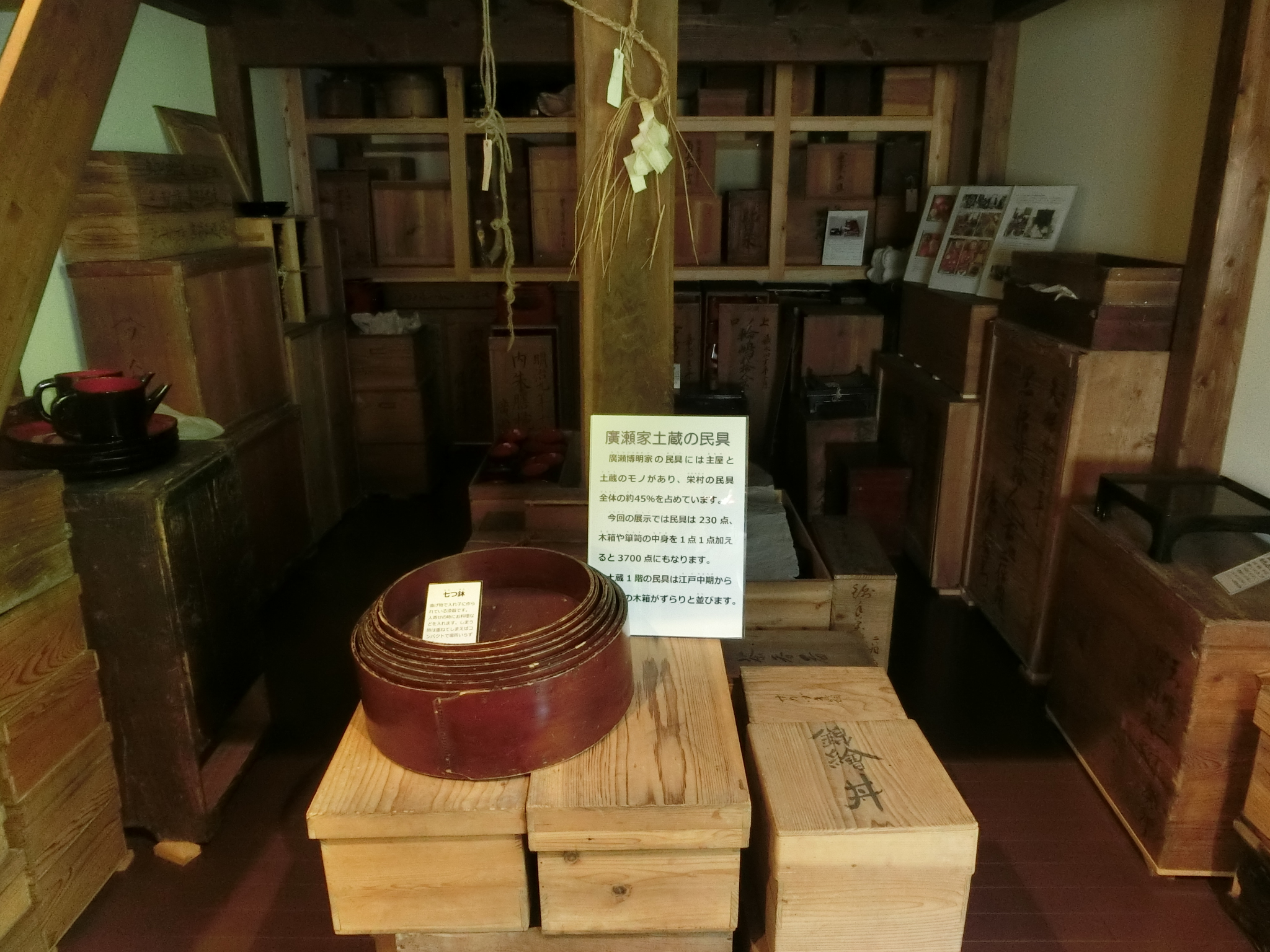
広瀬家土蔵再現スペース

長野県北部地震によって古民家や土蔵などから救出された多くの民具や古文書に加えて、村の文化財保管庫に保管されていた民具や古文書、考古資料などを展示

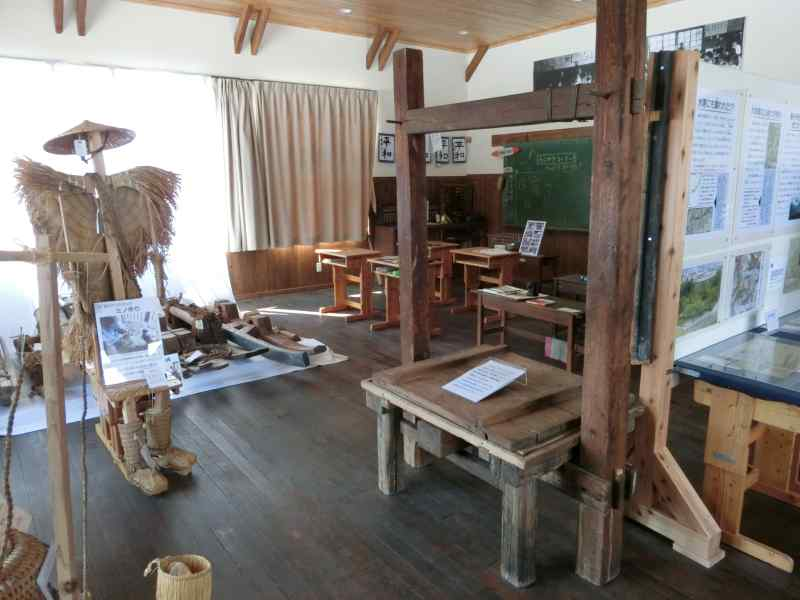
こらっせ２階展示室

長瀬新田遺跡やひんご遺跡出土の縄文時代中期火焔型土器などを展示している。 · 。

## 活動
栄村歴史文化館こらっせでは、長野県北部地震後に救出された民具や古文書等の史料整理や分析を行う専門家を含めた関係者が集まる「地域史料保全有志の会」と、地元住民が構成する「こらっせ友の会」が、展示資料の作成や活動の企画運営に協力し、栄村に残る伝統技術や文化を残し、伝え、発展させながら栄村らしさを究めている。

## 利用案内
栄村歴史文化館は、午前9時から午後5時まで開館しているが、月曜日と祝日の翌平日、年末年始（12月29日～1月3日）は休館である。入館は無料である。
- 開館時間　9:00-17:00
- 休館日　毎週月曜日、祝日の翌平日、12月29日～1月3日
- 入館料　無料